# Dreifaltigkeitskirche (Neustadt am Kulm)

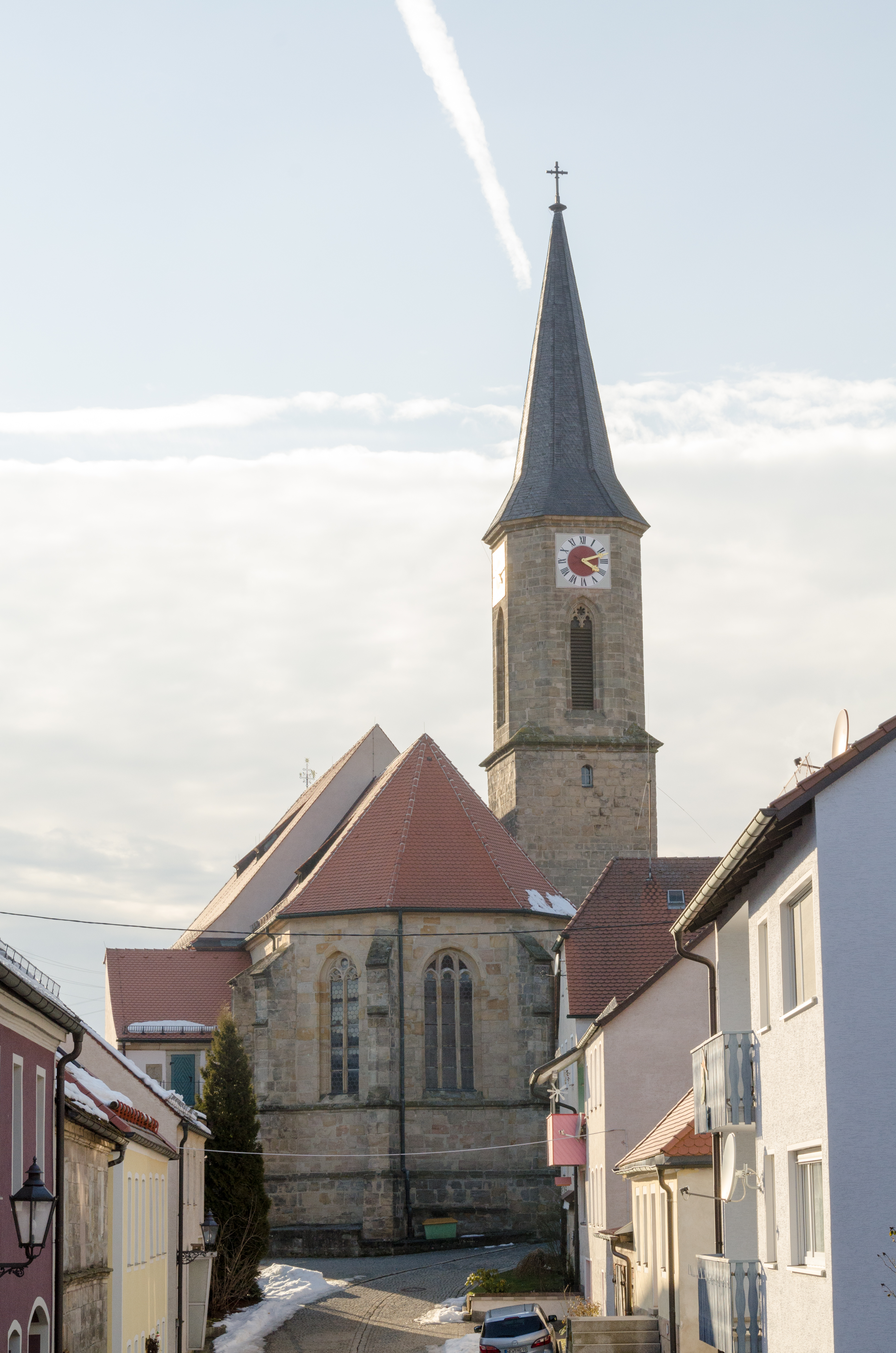
Dreifaltigkeitskirche (Neustadt am Kulm)

Die evangelisch-lutherische, denkmalgeschützte Dreifaltigkeitskirche steht in Neustadt am Kulm, einer Stadt im Landkreis Neustadt a.d.Waldnaab der Oberpfalz. Die Kirchengemeinde gehört zur Evangelisch-Lutherischen Kirche in Bayern. Das Bauwerk ist unter der Denkmalnummer D-3-74-140-64 als Baudenkmal in die Bayerische Denkmalliste eingetragen.

## Beschreibung
Die Stadtkirche wurde im 18. Jahrhundert aus Quadermauerwerk für die durch Brand zerstörte, im Kern spätgotische Klosterkirche erbaut. Sie besteht aus einem Langhaus, einem eingezogenen Chor mit Fünfachtelschluss im Osten, deren Wände von gestuften Strebepfeilern gestützt werden, und einem Chorflankenturm an dessen Nordwand. Das oberste, achteckige, Geschoss des Chorflankenturms, wurde nach einem Brand 1846 neugotisch wiederhergestellt, es beherbergt die Turmuhr und den Glockenstuhl. Darauf sitzt ein achtseitiger Knickhelm. Der Innenraum des Chors ist mit einem Tonnengewölbe überspannt. Die Deckenmalerei zeigt die Trinität. Im Innenraum des Langhauses befinden sich doppelstöckige Emporen an drei Seiten. Der Altar wurde um 1720 gebaut. Sein Altarretabel zwischen je drei Säulen zeigt eine Kreuzigungsgruppe vor der Vedute. 